# Bel Air (musikgrupp)
Bel Air var en svensk poptrio under 1980-talet, bestående av systrarna Catharina, Cristina och Helena Lekander från Åtvidaberg.
Gruppen deltog i den svenska Melodifestivalen 1985 med bidraget "1 + 1 = 2", som slogs ut i första röstomgången och slutade på en delad sjätte plats.

## Diskografi

### Singlar
- 1985 – 1 + 1 =2 / Som i en dröm
- 1985 – På äventyr / Gunga mej